# Holloway Jingles
Holloway Jingles est un recueil de poésie écrit par un groupe de suffragettes emprisonnées à la prison de Holloway en 1912 et publié par la branche de Glasgow de la Women's Social and Political Union. 

## Histoire
Les poèmes sont rassemblés et édités par Nancy A John, et sortis clandestinement de la prison par John et Janet Barrowman. Theresa Gough en rédige l'avant-propos.
La couverture représente deux dessins d'une cellule. La mise en vente de l'opuscule est annoncée dans le journal Votes for Women, avec un prix indiqué de 1 shilling. Les produits des ventes vont à la WSPU.

## Poèmes
- "The Women in prison" by Kathleen Emerson
- "Oh, who are these in scant array", by Kathleen Emerson
- "To a fellow prisoner" (Miss Janie Allan), anonyme, attribué à Margaret McPhun[5]
- "There was a small woman called G" anonyme
- "There's a strange sort of college" by Edith Aubrey Wingrove
- "Before I came to Holloway" by Madeleine Caron Rock
- "Full tide" by AA Wilson
- "Who" by Kate Evans
- "The cleaners of Holloway" by Kate Evans
- "To D.R. in Holloway" by Joan Lavender Bailie Guthrie (Laura Grey). Thought to be about Dorothea Rock[1],[6]
- "Holloway, 8th March" by A Martin
- "The beech wood saunters idly to the sea" by Katherine M Richmond
- "An end" by AA Wilson
- "L'Envoi" by Emily Davison
- "Newington butts were lively" by Alice Stewart Ker